# WatchOS
watchOS (anteriormente estilizado como Watch OS) es el sistema operativo del Apple Watch, desarrollado por Apple Inc. Está basado en el sistema operativo iOS y, de hecho, muchas de las prestaciones son similares a las presentes en iOS. Fue lanzado por primera vez el 24 de abril de 2015, junto con el Apple Watch. El Apple Watch es, en este momento, el único dispositivo que utiliza este sistema operativo. Su API se denomina WatchKit.

## Resumen de la interfaz de usuario
La vista principal del reloj es llamada Esfera. Esta ofrece principalmente la hora, además de otras informaciones que dependen de la esfera elegida y su personalización (Fecha, temperatura, batería, despertador, actividad, etc). Es posible cambiar de una esfera a otra deslizando con el dedo hacia la izquierda o derecha o haciendo una pulsación fuerte sobre la esfera.
Pulsando la Corona Digital se accede a la pantalla de inicio, también conocida como Carrusel  que se compone de múltiples iconos de aplicaciones con forma circular en los que se puede hacer zum usando la Corona Digital del reloj. También pueden cambiarse de sitio pulsando y arrastrando cualquiera de ellos, a excepción del acceso a la esfera principal, que siempre aparece en el centro del Carrusel.
Hasta la llegada de watchOS 3, otra de las características del sistema operativo fueron los denominados "Vistazos", que ofrecían un acceso rápido a información resumida dada por ciertas aplicaciones. Para acceder a estas vistas bastaba con deslizar el dedo de abajo a arriba y luego desplazarse de izquierda a derecha para ir viendo cada uno de los vistazos. Esta característica fue sustituida por el centro de control, al que se accede de la misma forma.

## Versiones
Leyenda:
|  | Obsoleto |  | Descontinuado |  | Versión Actual |  | En desarrollo (Beta) |

### watchOS 1
| Tabla de versiones: watchOS 1 - Apple Watch | Tabla de versiones: watchOS 1 - Apple Watch | Tabla de versiones: watchOS 1 - Apple Watch | Tabla de versiones: watchOS 1 - Apple Watch     | Tabla de versiones: watchOS 1 - Apple Watch |
| Versión de watchOS                          | Versión de iOS en la que se basa            | Build                                       | Lanzamiento                                     | Características |
| ------------------------------------------- | ------------------------------------------- | ------------------------------------------- | ----------------------------------------------- | --- |
| 1.0                                         | 8.2                                         | 12S507                                      | 24 de abril de 2015 (10 años y 20 días)         | - Lanzamiento inicial en el Apple Watch. - Interfaz de usuario - Iconos de aplicaciones con forma circular en la pantalla de inicio. - Zum con la Corona Digital. - 9 esferas diferentes: - Cronógrafo - Color - Modular - Utilidades - Mickey Mouse - Simple, Movimiento - Solar - Astronomía - 20 aplicaciones preinstaladas: - Activitidad. - Alarma. - Calendario. - Cámara remota. - Correo. - Mapas. - Mensajes. - Música. - Passbook. - Teléfono. - Fotos. - Remoto. - Ajustes. - Siri. - Bolsa. - Cronógrafo. - Temporizador. - El tiempo. - Entreno. - Reloj mundial.                                                                  |
| 1.0.1                                       | 8.3                                         | 12S632                                      | 19 de mayo de 2015 (9 años, 11 meses y 26 días) | - Soporte para nuevos Emojis. - Retoques en la UI de la pantalla de notificaciones. - Mejoras de rendimiento: - Iconos de aplicaciones con forma circular en la pantalla de inicio. - Zum con la Corona Digital. - Siri. - Medición de la actividad de pie. - Cálculos de calorías en ciclismo de interior y remo. - Distancias y pasos en paseos y carreras. - Accesibilidad. - Aplicaciones de terceros. - Levantamiento de la muñeca (más sensible a los levantamientos de muñeca reales). - Soporte a nuevos idiomas: - Portugués de Brasil. - Danés. - Alemán. - Sueco. - Ruso. - Tailandés. - Turco. - Solución de problemas de seguridad |

### watchOS 2
| Tabla de versiones: watchOS 2 - Apple Watch | Tabla de versiones: watchOS 2 - Apple Watch | Tabla de versiones: watchOS 2 - Apple Watch | Tabla de versiones: watchOS 2 - Apple Watch          | Tabla de versiones: watchOS 2 - Apple Watch |
| Versión de watchOS                          | Versión de iOS en la que se basa            | Build                                       | Lanzamiento                                          | Características |
| ------------------------------------------- | ------------------------------------------- | ------------------------------------------- | ---------------------------------------------------- | --- |
| 2.0                                         | 9.0                                         | 13S344                                      | 21 de septiembre de 2015 (9 años, 7 meses y 23 días) | - Modo reloj de mesa - Permite al Apple Watch actuar como un reloj de mesa o reloj despertador cuando se carga durante la noche y está en posición horizontal mientas está colocado en una mesa u otra superficie. El usuario puede saber la hora simplemente tocando la Corona Digital. Cuando suena la alarma, la Corona puede usarse para posponerla y el botón lateral para apagarla. - Nuevas esferas y características de cronometraje. - Nuevos vídeos Time-Lapse de 24 horas de Hong Kong, Londres, Mack Lake, Nueva York, Shanghái y París. Estas esferas permiten a los usuarios fijar como fondo las citadas ciudades. A medida que el día avanza, el reloj muestra una parte del día distinta de la ciudad elegida. - Users can also set a particular photo or their entire photo gallery as the watch face, including support for Live Photos.Los usuarios pueden ahora poner una foto personal, una galería completa, e incluso una Live Photo en la esfera. - Viaje en el tiempo - Un nuevo modo denominado "Viaje en el tiempo" está disponible con esta versión. Consiste en usar la Corona Digital para avanzar o retroceder en el tiempo y ver eventos pasados o futuros fijados en el calendario o alarma. - 9 nuevos colores para personalizar la esfera, y una nueva esfera modular multicolor. - Complicaciones (funciones especiales) de terceros. - Las complicaciones están disponibles para su desarrollo por terceros y permiten a los usuarios realizar diversas tareas como pueden ser comprobar el estado de un vuelo o el nivel de carga de un coche eléctrico. - Mejoras de Siri - Iniciar un entrenamiento específico, obtener información del transporte público, ver un "Vistazo" concreto, buscar palabra en el diccionario, calcular una propina. - Soporte para llamadas de audio con FaceTime y responder un correo electrónico - Soporte para que HomeKit controle los dispositivos soportados de casa con Siri - Nuevo soporte para Austria, Bélgica (en francés y holandés), y Noruega - Mejoras en Actividad y Entrenamiento - Los entrenamientos de aplicaciones de terceros pueden incluirse en los anillos de actividad - Los anillos de actividad, entrenamientos, y logros pueden compartirse con la aplicación de Actividad del iPhone - Logros interactivos - Resumen semanal bajo demanda - Silenciar notificaciones de las actividades por un día - Entrenamientos guardados automáticamente - Mejoras en Apple Pay y Wallet - Soporte para tarjetas Discover - Soporte para tarjetas de recompensas y tarjetas de crédito y débito - Se pueden añadir tarjetas a Wallet directamente desde aplicaciones de terceros - Wallet sustituye a Passbook - Se añade soporte para el Reino Unido - Mejoras en Digital Touch y Amigos - Se pueden añadir 12 amigos directamente desde el Apple Watch - Crear grupos de múltiples amigos que se pueden nombrar - Enviar dibujos usando hasta 7 colores - Nuevas opciones para emojis animados - Mejoras en Apple Maps - Vista del transporte público (líneas, estaciones y conexiones intermodales) en algunas ciudades - Vista de la lista de direcciones según la actual del usuario - Vista de la información de salidas y llegadas en las estaciones - Mejoras en Apple Music - Nuevo botón Beats 1 para reproducir la emisora de radio 24/7 - Nuevo botón Quick Play para reproducir canciones desde Apple Music - Otras mejoras - Responder correos electrónicos usando dictado, emojis, o respuestas inteligentes personalizadas específicamente para correo electrónico. - Hacer y recibir llamadas usando FaceTime audio - Soporte para llamadas por Wi-Fi sin iPhone cerca - Bloqueo de Activación evita que se active tu Apple Watch sin tu Apple ID y contraseña - Nuevas capacidades para desarrolladores - SDK nativa para desarrollar aplicaciones más rápidas y potentes que corran nativamente en el Apple Watch - Acceso al acelerómetro para monitorizar con más precisión los movimientos - Acceso al sensor de ritmo cardiaco para el uso durante un entrenamiento - Acceso al micrófono y al altavoz para grabar y reproducir sonidos - Acceso al motor táptico con 8 tipos diferentes de respuesta Háptica - Acceso a la Corona Digital para más precisión en los controles - Capacidad para reproducir vídeos directamente en el Apple Watch - Soporte para correr aplicaciones sin el iPhone cerca, incluyendo acceso a funciones de red cuando está conectado a redes Wi-Fi conocidas - Complicaciones en la esfera del reloj - Los entrenamientos en aplicaciones pueden incluirse en los anillos de actividad - Los entrenamientos en aplicaicones pueden incluirse en la aplicación Actividad en el iPhone - Soporte para nuevos idiomas del sistema (inglés en India, finés, indonesio, noruego y polaco) - Soporte para dictado en nuevos idiomas (holandés en Bélgica, inglés en Irlanda, Filipinas y Sudáfrica, francés en Bélgica, alemán en Austria y español en Chile y Colombia) - Soporte para respuestas inteligentes en nuevos idiomas (chino tradicional en Hong Kong y Taiwán, danés, holandés, inglés en Nueva Zelanda y Singapur, japonés, coreano, sueco y tailandés |
| 2.0.1                                       | 9.1                                         | 13S428                                      | 21 de octubre de 2015 (9 años, 6 meses y 24 días)    | Esta actualización incluye nuevos emojis, mejoras de rendimiento y solución de errores: - Soluciona un problema que podía causar interrupciones en las actualizaciones - Soluciona problemas que disminuían el rendimiento de la batería - Resuelve un problema que impedía que el iPhone sincronizara el calendario con el Apple Watch - Arregla un error que podía evitar que la información de localización se actualizara correctamente. - Soluciona un problema que podía provocar que los mensajes Digital Touch se enviaran desde una dirección de correo electrónico en vez de un número de teléfono - Soluciona un problema que podía provocar inestabilidad al usar Live Photo como fondo de la esfera del reloj - Resuelve un problema que provocaba que los sensores estuvieran activados indefinidamente al usar Siri para medir la frecuencia cardiaca. |
| 2.1                                         | 9.2                                         | 13S661                                      | 8 de diciembre de 2015 (9 años, 5 meses y 6 días)    | - A la lista de idiomas del sistema se le añaden el árabe, checo, griego, hebreo, húngaro, malayo, portugués de Portugal y vietnamita - La interfaz es compatible con escrituras de derecha a izquierda - Para árabe, se añade la opción de elegir entre números arábigos y europeos - Se añade una nueva complicación para el calendario islámico y hebreo - Siri y la función de dictado están disponibles en árabe de Arabia Saudita y de los Emiratos Árabes Unidos - La función de dictado está disponible en checo, griego, hebreo, húngaro, inglés de Malasia, portugués de Portugal y vietnamita - Soluciona un problema que podía impedir que los eventos se actualizaran en la complicación de calendario - Soluciona un problema que podía impedir que la hora se mostrara en el modo de ahorro de batería - Soluciona un problema que podía impedir que las aplicaciones de terceros se abrieran - Soluciona un problema que podía impedir que los iconos de las aplicaciones de terceros se mostraran correctamente - Soluciona un problema que podía provocar inestabilidad al cambiar el idioma del sistema |
| 2.2                                         | 9.3                                         | 13V144                                      | 21 de marzo de 2016 (9 años, 1 mes y 24 días)        | - Permite enlazar varios Apple Watch con un iPhone. - Incluye la función Cerca en Mapas para buscar qué hay a tu alrededor, organizado por categorías (como alimentos o compras, entre otras). - El sistema también está disponible en catalán, croata, eslovaco, rumano y ucraniano. - El dictado también está disponible en catalán, croata, eslovaco, rumano, ucraniano e inglés para Arabia Saudita, Emiratos Árabes Unidos e Indonesia. - Siri también está disponible en malayo, finlandés y hebreo. - La frecuencia cardiaca se mide más a menudo cuando no estás haciendo ejercicio |
| 2.2.1                                       | 9.3.2                                       | 13V420                                      | 16 de mayo de 2016 (8 años, 11 meses y 29 días)      | - Solución de problemas - Mejoras de seguridad |
| 2.2.2                                       | 9.3.3                                       | 13V604                                      | 6 de junio de 2016 (8 años, 11 meses y 8 días)       | - Solución de problemas - Mejoras de seguridad |

### watchOS 3
| Tabla de versiones: watchOS 3 - Apple Watch | Tabla de versiones: watchOS 3 - Apple Watch | Tabla de versiones: watchOS 3 - Apple Watch | Tabla de versiones: watchOS 3 - Apple Watch        | Tabla de versiones: watchOS 3 - Apple Watch |
| Versión de watchOS                          | Versión de iOS en la que se basa            | Build                                       | Lanzamiento                                        | Características |
| ------------------------------------------- | ------------------------------------------- | ------------------------------------------- | -------------------------------------------------- | --- |
| 3.0                                         | 10.0                                        | 14S326                                      | 13 de septiembre de 2016 (8 años, 8 meses y 1 día) | - Lanzamiento inicial en el Apple Watch Series 1 (Dual Core) y Apple Watch Series 2 (Dual Core) - Rendimiento y navegación - Ofrece un acceso más veloz a las aplicaciones mediante la creación de un dock que permite mantener abiertas hasta 10 aplicaciones en segundo plano para un acceso inmediato - Dicho dock puede ser invocado pulsando el botón lateral junto a la corona digital - Centro de control - Nuevo centro de control al que se accede deslizando con el dedo de abajo hacia arriba - Nuevas esferas - Se añaden nuevas esferas y la posibilidad de cambiar de una a otra simplemente deslizando con el dedo hacia la derecha o izquierda - Actividad/Entrenamientos - Soporte para compartir actividades con amigos a través de iMessage u otras plataformas de mensajería instantánea - Soporte para el seguimiento de los movimientos de personas con silla de ruedas mostrando un recordatorio "Hora de rodar" de la misma forma que existía el "Hora de levantarse" para el resto - Ahora es posible ver los resúmenes de hasta 5 entrenamientos diferentes incluyendo la distancia, pasos, calorías activas, frecuencia cardiaca y tiempo transcurrido - Añade soporte para pausar un entrenamiento en un semáforo - Nueva aplicación Respirar que permite guiar al usuario en su respiración para ayudarle a relajarse - Mensajes - Renovación de la aplicación Mensajes que también está presente en iOS 10. Incluye efectos como fuegos artificiales, stickers, compartir mensajes con tinta invisible, responder escribiendo a mano letras en la pantalla mediante la nueva función "Scribble", que transforma el texto dibujado en texto escrito. - HomeKit - Nueva aplicación Casa, que permite controlar todos los dispositivos compatibles con HomeKit - SOS - Nueva función que permite realizar llamadas de emergencia simplemente manteniendo pulsado el botón lateral junto a la corona digital por cinco segundos. - Desboqueo del Mac - Junto con la actualización a macOS Sierra, un Apple Watch con watchOS 3 puede desbloquear sin necesidad de introducir la contraseña un ordenador Mac si éste detecta que el usuario está cerca y lleva el reloj desbloqueado en la muñeca. |
| 3.1                                         | 10.1                                        | 14S471                                      | 24 de octubre de 2016 (8 años, 6 meses y 21 días)  | - Nuevas opciones de respuesta y pantalla completa en la aplicación Mensajes - Los efectos de Mensajes se pueden reproducir con "Reducir Movimiento" activado - Soluciona un problema que podía causar que la notificación de finalización del temporizador se recibiera dos veces - Resuelve un problema que impedía que algunos Apple Watch Series 2 se cargaran completamente - Resuelve un problema con el que los anillos de actividad desaparecían de la esfera - Soluciona un problema que impedía que aparecieran las opciones del Force Touch en algunas aplicaciones de terceros |
| 3.1.1                                       | 10.2                                        | 14S883                                      | 12 de diciembre de 2016 (8 años, 5 meses y 2 días) | Actualización cancelada debido a errores reportados por los que algunos Apple Watch dejaban de funcionar tras la actualización del dispositivo |
| 3.1.3                                       | 10.2.1                                      | 14S960                                      | 23 de enero de 2017 (8 años, 3 meses y 22 días)    | - Mejoras generales de estabilidad y rendimiento |
| 3.2                                         | 10.3                                        | 14V249                                      | 27 de marzo de 2017 (8 años, 1 mes y 18 días)      | - Se incorpora un Modo Teatro que desactiva la función levantar para activar accesible dese el centro de control - SiriKit permite a aplicaciones de terceros el acceso a Siri - Buscar mi iPhone ahora soporta Localización y hacer sonar los AirPods - Sistemas de archivos cambiado a Apple File System (APFS) |
| 3.2.2                                       | 10.3.2                                      | 14V485                                      | 15 de mayo de 2017 (7 años, 11 meses y 30 días)    | - Solución de errores |
| 3.2.3                                       | 10.3.3                                      |                                             | 16 de mayo de 2017 (7 años, 11 meses y 29 días)    | |

### watchOS 4
| Tabla de versiones: watchOS 4 - Apple Watch | Tabla de versiones: watchOS 4 - Apple Watch | Tabla de versiones: watchOS 4 - Apple Watch | Tabla de versiones: watchOS 4 - Apple Watch    | Tabla de versiones: watchOS 4 - Apple Watch |
| Versión de watchOS                          | Versión de iOS en la que se basa            | Build                                       | Lanzamiento                                    | Características                             |
| ------------------------------------------- | ------------------------------------------- | ------------------------------------------- | ---------------------------------------------- | ------------------------------------------- |
| 4.0                                         | 11.0                                        |                                             | 5 de junio de 2017 (7 años, 11 meses y 9 días) |                                             |